# NGC 5404
NGC 5404 је тројна звезда у сазвежђу Девица која се налази на NGC листи објеката дубоког неба.
Деклинација објекта је + 0° 5' 10" а ректасцензија 14h 1m 7,6s. Привидна величина (магнитуда) објекта NGC 5404 износи 13,7.